# 醒酒器

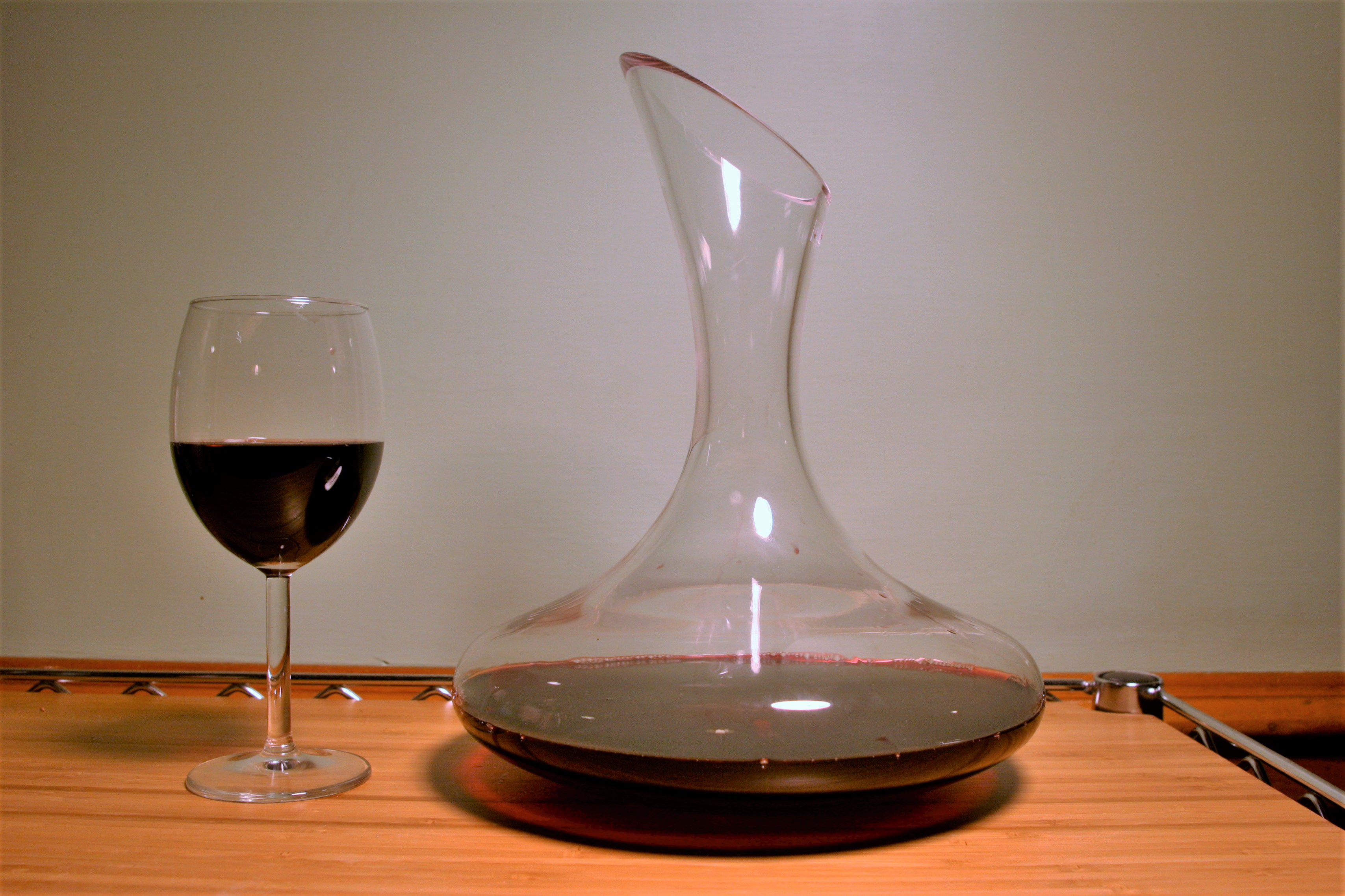
醒酒壺型醒酒器

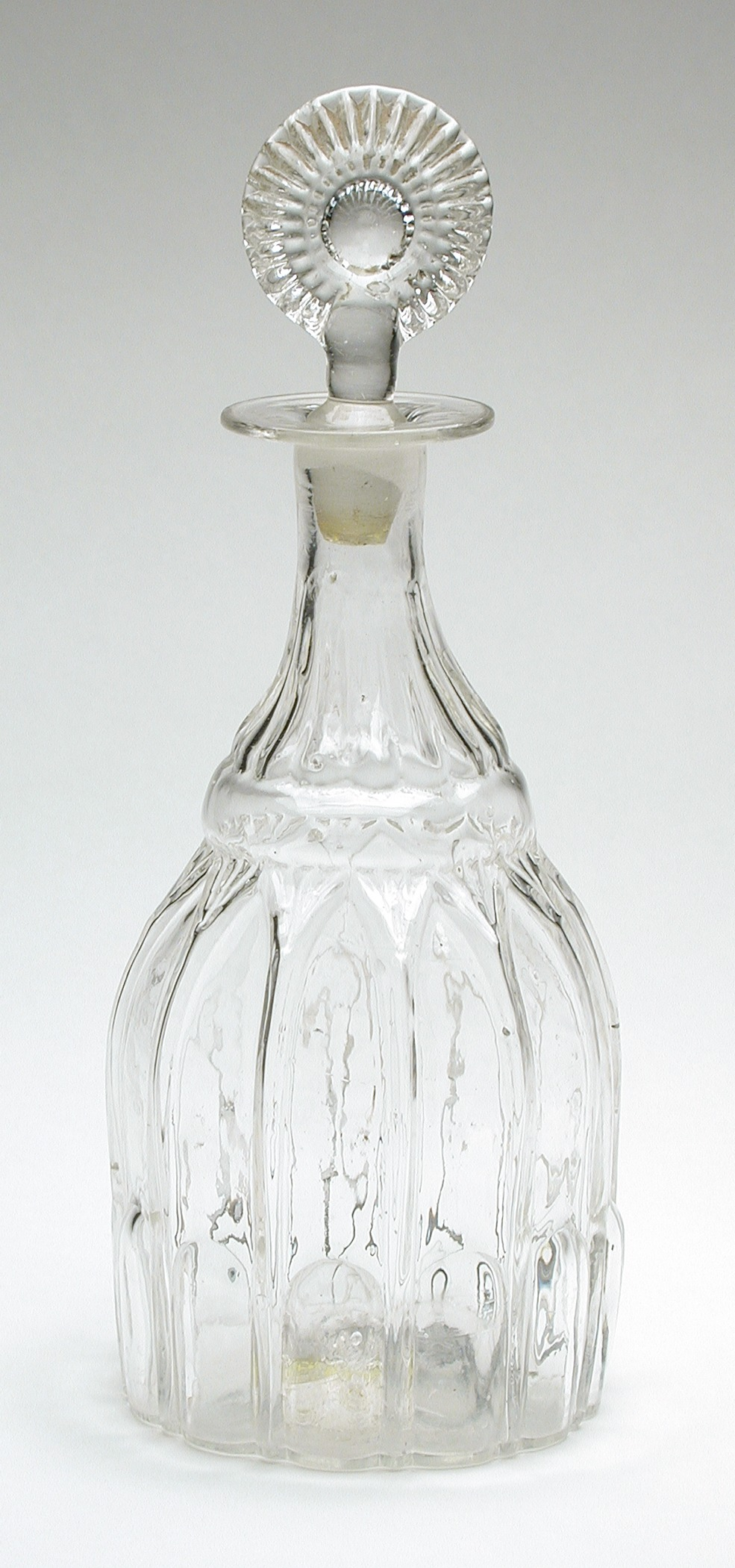
醒酒瓶型醒酒器

醒酒器，亦作醒酒瓶或醒酒壺，是一種用於醒酒、靜置揮發性液體的專用容器，特別是用於盛葡萄酒的容器。其作用是讓酒與空氣接觸，讓酒的香氣充份發揮，並讓酒裡的沉澱物隔開。
通常是玻璃或水晶製作而成，容器上方較窄，下方較寬，將酒倒入其中，可以增加酒暴露於空氣的表面積，加快葡萄酒氧化過程，進而軟化葡萄酒中單寧的澀味，幫助葡萄酒中的亞硫酸鹽(SO2)揮發。
在中文中，醒酒器可以作此種容器的全體稱呼，也可以再細分為“醒酒瓶”和“醒酒壺”兩類；其中下半部肥凸、扁形的醒酒器也可以叫做醒酒壺；而較為細長高挑的花瓶狀醒酒器則可以被稱為醒酒瓶，在英語、法語和意大利語等歐洲語言中並沒有這麼仔細的區分。

## 歷史

### 早期
英國古董玻璃器皿收藏家安迪·麥康奈爾在《Decanter：1650年-1950年曆史圖解》考證，英文單字“Decanter”（醒酒器）最早出現在1712年的《凱西詞典》，詞條解釋是：“由透明燧石玻璃製成的瓶子，用來盛裝葡萄酒，並用以將酒倒入杯中。”也就是說，醒酒器最初的用途只是一種盛酒器。在酒瓶尚未普及的時代，葡萄酒通常是裝在橡木桶之類的容器，醒酒器只是為了把葡萄酒從其它容器中分裝出來，便於上桌和斟酒。有關歷史物證表明，早期的醒酒器，在瓶身會刻有“CLARET”(波爾多紅酒)、“PORT”(波特酒)、“BRANDY”(白蘭地)字樣；或會將刻有酒類或產地名稱的金屬材質酒牌，掛在Decanter的瓶頸上。